# Robert von Steiger
Johann Ludwig Robert von Steiger (* 8. Januar 1856 in Rio de Janeiro, Brasilien; † 1. Juni 1941 in Buenos Aires, Argentinien) war ein Schweizer Porträt-, Genre-, Historien- und Landschaftsmaler der Düsseldorfer Schule.

## Leben
Geboren in Rio de Janeiro verbrachte von Steiger, Spross der Berner Patrizierfamilie Steiger, eines von zehn Kindern des Plantagenbesitzers und ehemaligen königlich-niederländischen Marineoffiziers Johann Wilhelm von Steiger (1818–1895) und dessen Ehefrau Henriette Maria Friederika Fanny, geborene Pigott (1825–1878), seine Jugend ab 1858 im schweizerischen Thun, wo sein Vater eine Gewehrfabrik gründete. Dort besuchte er das Progymnasium und ging von 1870 bis 1872 in eine Lehre als Zimmermann und Bauführer. 
Unter den Lehrern Albert Walch und Paul Volmar besuchte er in den Jahren 1874 bis 1876 die Berner Kunstschule. Von 1876 bis 1887 studierte er an der Kunstakademie Düsseldorf Malerei. An der Düsseldorfer Akademie waren Andreas Müller, Hugo Crola, Heinrich Lauenstein, Karl Müller, Peter Janssen d. Ä., Eduard Gebhardt, Julius Roeting und Wilhelm Sohn seine Lehrer. Am 11. Oktober 1882 heiratete er in Düsseldorf Emilie Johanna Elwin (1858–1948), die Tochter des Briten Robert Baker Elwin und dessen deutscher Ehefrau Emma, die eine Malerin war. Das Paar bekam drei Kinder, Hans Georg (1883–1922), Emma Eleonore (* 1886) und Wolfgang Joachim (1889–1948). Die Düsseldorfer Ausbildung unterbrach er 1883/84 zu Arbeiten in Rom und Florenz. 1887/88 weilte er in München. 1890 wohnte er im Haus seiner Schwiegermutter in Düsseldorf-Pempelfort, später ging er nach Bern, wo er bis 1896 lebte. Danach wanderte er nach Argentinien aus und lebte als Kunstmaler und Lehrer in Buenos Aires.

## Werke (Auswahl)

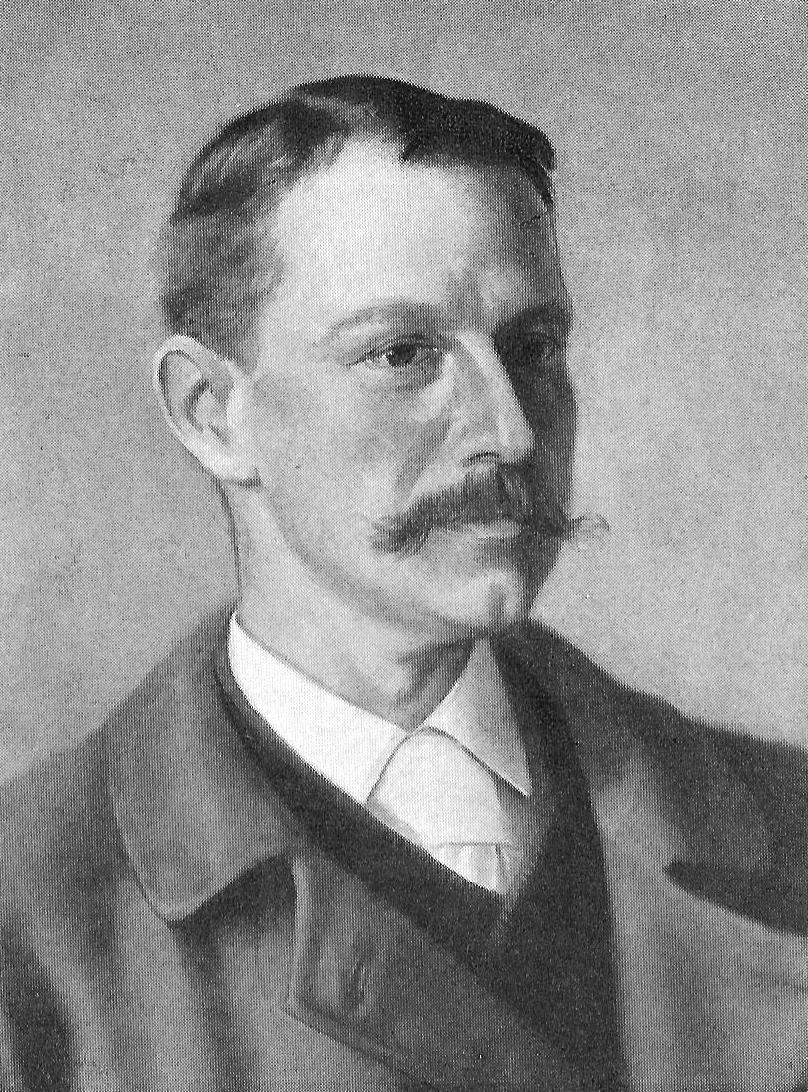
Porträt Eduard von Rodt, 1893

- Aquarelle zum Historischen Festumzug der Gründungsfeier Berns von 1891, 1891[4]
- Ausführung der Fresken der vier Jahreszeiten und vier Lebensalter am Zytglogge, 1891/92[5]
- Ausarbeitung von Studien zur Innendekoration des Bundeshauses Bern im Auftrag von Hans Wilhelm Auer
- Porträt Eduard von Rodt, 1893